# TOG2 重型戰車
TOG2 重型戰車，是第二次世界大戰初期，由英國研發與製造的重型戰車，主要針對法國北部泥濘又充滿壕溝的戰場而設計。此戰車是TOG1 重型戰車的唯一一個改良型。

## 歷史
本車是特殊車輛開發委員會所開發出來的第二款車型，TOG2基本上沿襲自TOG1，兩者有許多相同的特徵，但是TOG2在各方面都比TOG1更強，最大的強化就是使用了29磅戰車砲。
TOG2在1940年完成設計並發包給William Foster & Co製造，第一輛原型車在1941年3月出場並進行測試。
TOG2使用了與TOG1一樣的混合動力系統，但是並沒有如TOG1般頻頻故障，唯一的大修改就只有將原本是農用機具使用的葉片式彈簧懸吊改為新設計的扭力桿式。
雖然TOG2在1943年5月2日順利完成了測試，但是因為邱吉爾戰車已進入量產，因此也就沒有更進一步的發展。
之後雖然曾提出縮短車身的TOG2（R），但也因為同樣的理由遭到否決。
唯一一輛原型車在戰後送進了多塞特郡的戰車博物館保存。